# Proctarrelabis kenyana
Proctarrelabis kenyana is een insect uit de familie van de vlinderhaften (Ascalaphidae), die tot de orde netvleugeligen (Neuroptera) behoort. 
Proctarrelabis kenyana is voor het eerst wetenschappelijk beschreven door Kimmins in 1950.